# Transports au Bhoutan

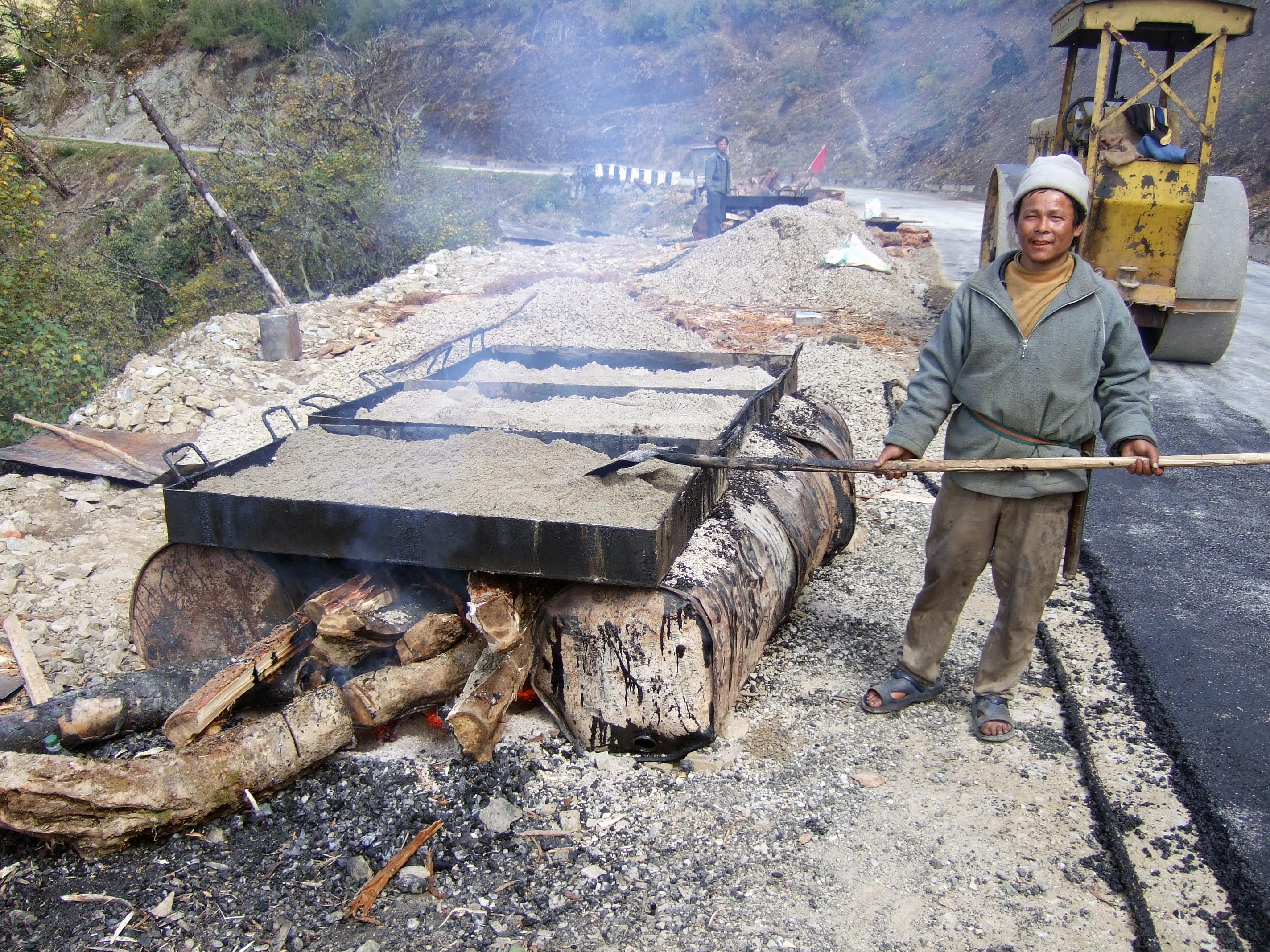
Travaux sur la chaussée.

Le transport au Bhoutan prend place dans un contexte très montagneux et repose sur un réseau routier de 8 000 km complété par deux aéroports, dont un international. Le Bhoutan étant un pays sans accès à la mer, il ne comporte aucun port, ni même de voie navigable. En outre, le pays est dépourvu de rail. Le seul accès routier au pays se fait par la frontière avec l'Inde.

## Histoire
Jusqu'en 1961, il n'existait presque aucune route revêtue, rendant les déplacements à pied, ou à dos d'âne ou de cheval, très fréquents et incontournables. Le trajet de 156 km entre la frontière indienne et Thimphu prenait alors six jours. Les premières routes aux standards modernes ont fait leur apparition au cours du premier plan de développement, entre 1961 et 1966. La première toute revêtue en 1962 liait Paro à l'axe Phuntsholing–Thimphu sur une distance de 175 km. Par la suite, des pistes carrossables ont connecté plus efficacement Thimphu et Phuntsholing depuis Jaigaon, localité indienne faisant point de passage à la frontière. Le temps nécessaire pour rallier Timphu depuis Jaigon est passé à six heures. Quelque trente mille Indiens et Népalais ont été employés pour mener à bien ces travaux, avec l'assistance de l'Inde, dans ses inquiétudes d'agression chinoise. Enfin, plus tardivement, une liaison entre Tashigang et Tawang a été ouverte.
Au milieu des années 1970, 1 500 km ont complété le réseau et ont été construits manuellement sans beaucoup de moyens. Le réseau comptait en 1989 2 280 km de voies, dont 1 761 km étaient asphaltées et 1 393 km étaient classés comme routes principales. Le sixième plan de développement (1992) s'est déroulé en collaboration avec l'Inde dans le but de renforcer les routes existantes et d'en construire encore mille kilomètres. 
Bien que les villes soient aujourd'hui correctement reliées les unes aux autres, les vastes espaces de montagne du reste du pays restent difficiles d'accès. Comme bien souvent, les axes de communication secondaires passent en fond de vallée.

## Réseau routier

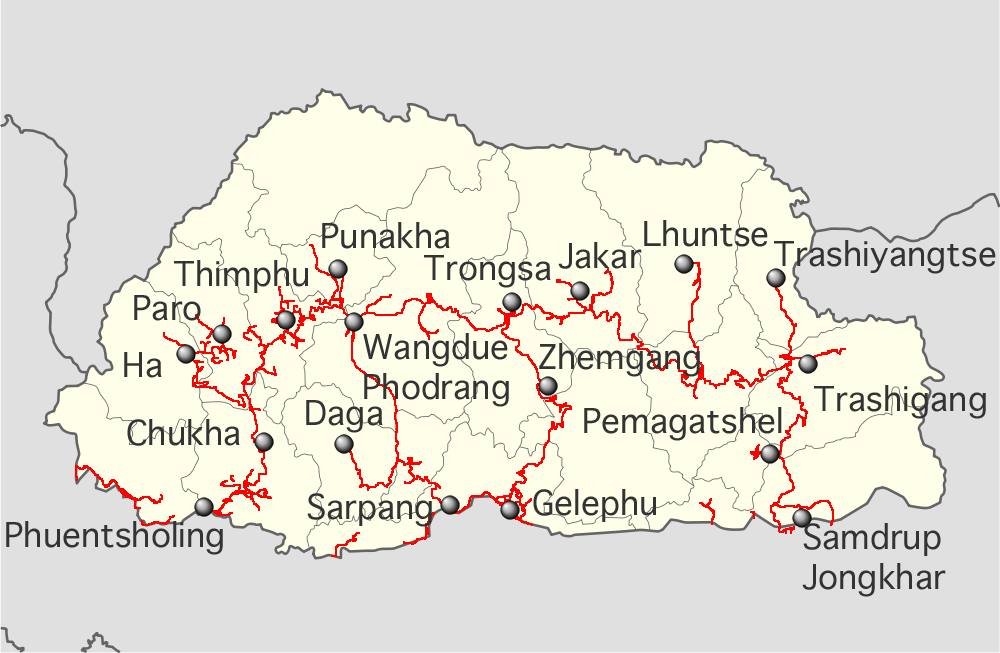
Réseau routier du Bhoutan.

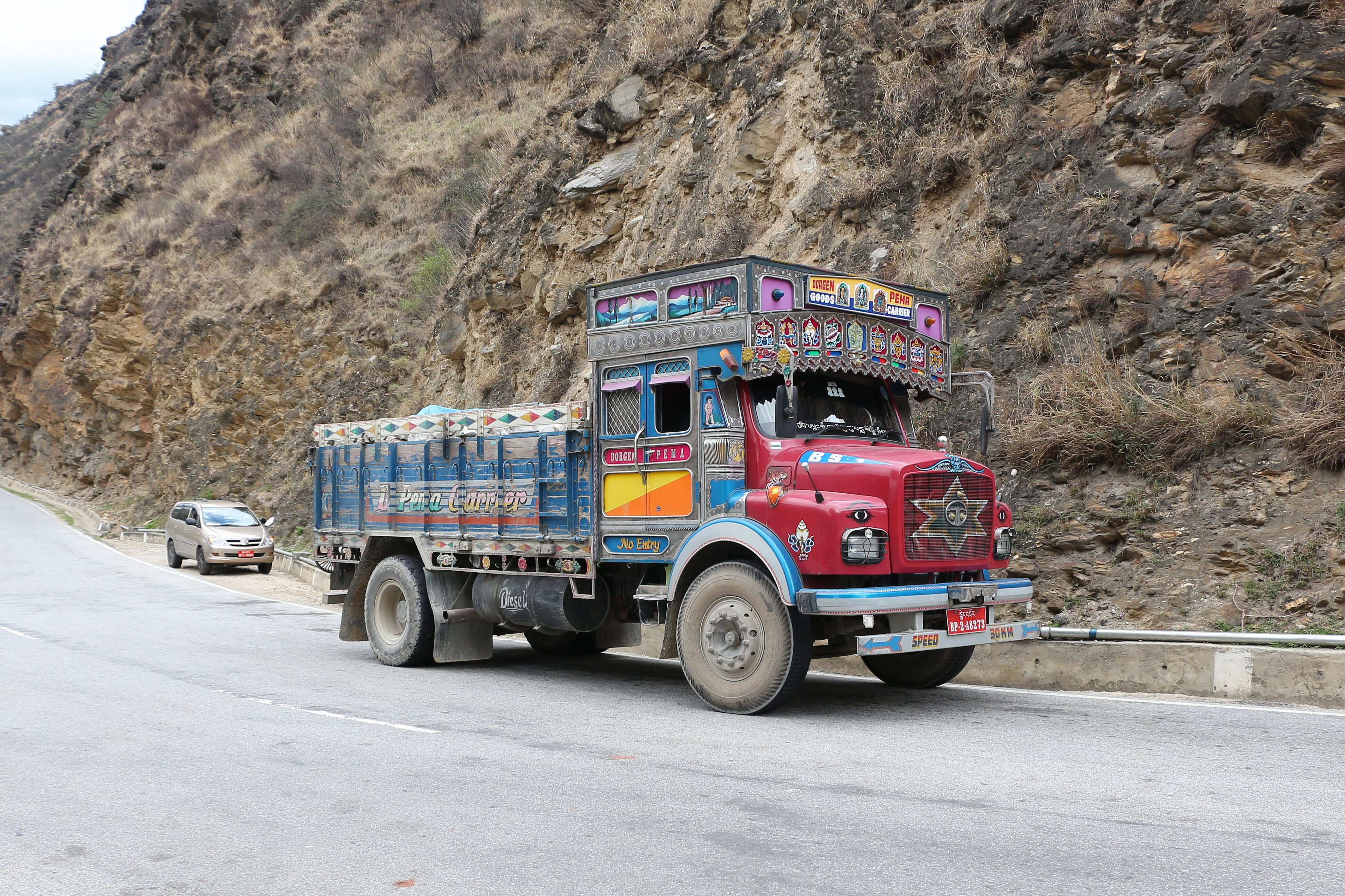
Camion sur la route Phuentsholing-Thimphu.

Le principal axe du Bhoutan est la Route transversale (en) construite en 1962. Elle commence à Phuntsholing ou sud-ouest de la frontière indienne et se termine à Trashigang loin dans l'est, desservant au passage Paro, Thimphu et Punaka. Cette colonne vertébrale routière a été construite avec une largeur standard de 2,5 m et supporte malgré tout une circulation en deux sens. Encore aujourd’hui, un élargissement a un coût très prohibitif, nécessitant de creuser dans la roche des montagnes himalayennes sur des centaines de kilomètres. Elle est parsemée de barrières de sécurité, de marquage au sol et de panneaux. Dans un tel contexte, la vitesse de circulation s'effectue à une quinzaine de kilomètres par heure pour minimiser le risque de collision frontale. Ces précautions n'empêchent pas régulièrement des accidents de se produire, dont l'issue est souvent affreuse. Maintenant, la majorité de la route liant l'Aéroport international de Paro à la capitale Thimphu a été renforcée en route à deux voies.
Cette grande route latérale traverse quelques hauts cols, notamment ceux de Tremo La et de Do Chu La. Le plus haut franchi est celui au gewog de Chapcha, le plus haut col du Bhoutan central à plus de 3 800 m.
Les grandes routes dans l'ouest du pays sont maintenues par Dantak, une unité de la Border Roads Organisation, une division du génie de l'Armée indienne, le reste étant pris en charge par le gouvernement.
En raison de la géologie instable, il y a de fréquents glissements de terrain, aggravés en raison de la mousson estivale et des mécanismes de dégradation de la roche par le gel. Des équipes de travailleurs sont logées dans des camps puis réparties pour rouvrir les routes au trafic lors de blocages. Leurs conditions de travail sont pénibles et le manque de matériel rend les travaux longs et fastidieux. Des projets d'aide internationale prévoient de stabiliser les tronçons problématiques. Un projet japonais ambitionne d’élargir l’ensemble du réseau étroit en routes réellement à double voie pour soutenir un trafic plus lourd.
La majorité du fret est transportée en camion Tata de huit tonnes, souvent adaptés à la conduite off-road. Parallèlement, il existe un réseau de bus pour les passagers. La plupart de la flotte de véhicules, qu'elle soit publique ou privée est à transmission intégrale. Les routes n'ont d'ailleurs aucun éclairage public.
Un permis de conduire incluant quelques tests pratiques est nécessaire pour circuler, mais la formation manque de consistance.

## Liaison aériennes

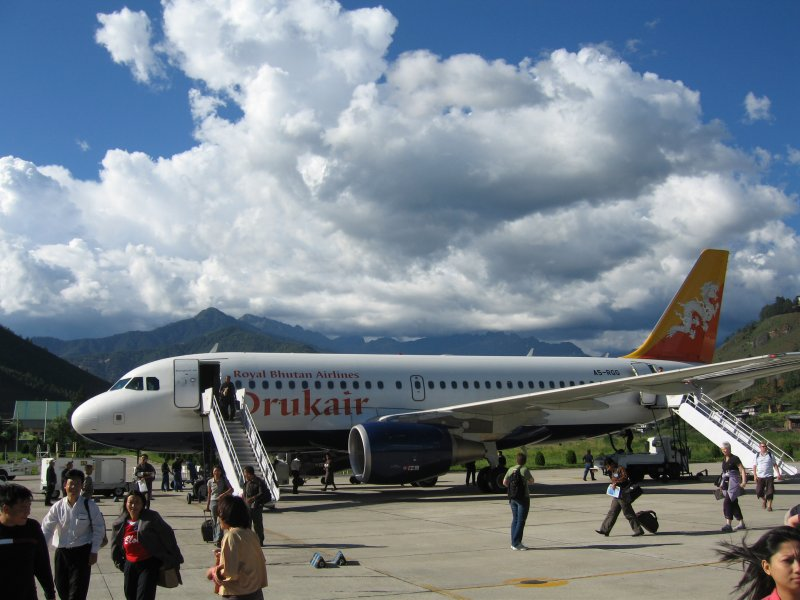
Passagers de la compagnie Druk Air débarquant à Paro.

Le Bhoutan dispose de trois aéroports. L'aéroport international de Paro est le seul dont le tarmac est asphalté. Il dispose d'une piste de 2 439 m. L'aéroport de Yongphulla dispose quant à lui d'une piste de 1 513 m.
L'unique piste de l'aéroport de Paro prend place dans une vallée encaissée, limitant fortement l’atterrissage par vol à vue. Pendant la période de mousson, le couvert nuageux impose des reports de vols. Druk Air, la compagnie nationale, connecte Paro à Dhaka au Bangladesh, Bangkok en Thaïlande, Katmandou au Népal. En 2004, les deux BAe 146 par des Airbus A319, pour plus de rapidité et de capacité.
Le dixième plan quinquennal du Bhoutan (en) (2008-2013) prévoit la construction de deux aérodromes à Bathpalathang (en) dans le Bumthang et un autre dans la ville de Gelephu dans le Sarpang,.

## Connexion ferroviaire
En 2012, il n'existait aucune voie ferrée au Bhoutan.
Le 25 juin 2005, le roi du Bhoutan et le Premier ministre indien se sont mis d'accord pour étudier la faisabilité d'une ligne ferroviaire. Les trajets possibles sont Hasimara–Phuentsholing avec un embranchement à Pasaka (18 km), Kokrajhar–Gelephu (70 km), Pathsala–Naglam (40 km), Rangla–Darranga–Samdrupjongkar (60 km) et Banarhat–Samtse.
En décembre 2009, le roi du Bhoutan a approuvé le plan final pour construire dix-huit kilomètres de rail à écartement indien, entre Hashimara et Toribari. Les travaux sont financés par l'Indian Railways.